# Live Magic
Live Magic — концертный альбом английской рок-группы Queen, вышедший в 1986 году.

## Об альбоме
На диске записаны песни из концертного тура группы «Magic Tour». Альбом вышел как на пластинках, так и на CD. Альбом подвергался резкой критике из-за серьёзного редактирования песен. Например, из песни «Bohemian Rhapsody» была вырезана оперная часть, а из «I Want to Break Free» — пара куплетов. Также все отмечали среднее качество звукозаписи, из-за чего диск и не стал хитом. Шесть лет спустя неудача была компенсирована двойным концертником — Live at Wembley '86. Пожалуй, главным достоинством Live Magic является великолепное оформление обложки, включая фото во вкладыше, где вертолёт с музыкантами пролетает над головами сотни тысяч фанатов в Небуорт-Парке, где и было записано большинство песен.

## Список композиций
| №                   | Название                                                        | Автор(ы)            | Длительность |
| ------------------- | --------------------------------------------------------------- | ------------------- | ------------ |
| 1.                  | «One Vision» (Небуорт-хаус, 9 августа 1986 год)                 | Queen               | 5:09         |
| 2.                  | «Tie Your Mother Down» (Небуорт-хаус, 9 августа 1986 год)       | Брайан Мэй          | 2:59         |
| 3.                  | «Seven Seas of Rhye» (Небуорт-хаус, 9 августа 1986 год)         | Фредди Меркьюри     | 1:21         |
| 4.                  | «A Kind of Magic» (Будапешт, 27 июля 1986 год)                  | Роджер Тейлор       | 5:29         |
| 5.                  | «Under Pressure» (Будапешт, 27 июля 1986 год)                   | Queen, Дэвид Боуи   | 3:49         |
| 6.                  | «Another One Bites the Dust» (Небуорт-хаус, 9 августа 1986 год) | Джон Дикон          | 5:51         |
| 7.                  | «I Want to Break Free» (Небуорт-хаус, 9 августа 1986 год)       | Дикон               | 2:40         |
| 8.                  | «Is This the World We Created...?» (Уэмбли, 11 июля 1986 год)   | Меркьюри, Мэй       | 1:30         |
| 9.                  | «Bohemian Rhapsody» (Небуорт-хаус, 9 августа 1986 год)          | Меркьюри            | 4:42         |
| 10.                 | «Hammer to Fall» (Уэмбли, 12 июля 1986 год)                     | Мэй                 | 5:20         |
| 11.                 | «Radio Ga Ga» (Небуорт-хаус, 9 августа 1986 год)                | Тейлор              | 4:27         |
| 12.                 | «We Will Rock You» (Небуорт-хаус, 9 августа 1986 год)           | Мэй                 | 1:33         |
| 13.                 | «Friends Will Be Friends» (Небуорт-хаус, 9 августа 1986 год)    | Меркьюри, Дикон     | 1:09         |
| 14.                 | «We Are the Champions» (Небуорт-хаус, 9 августа 1986 год)       | Меркьюри            | 2:01         |
| 15.                 | «God Save the Queen» (Небуорт-хаус, 9 августа 1986 год)         | аранж. Мэя          | 1:19         |
| Общая длительность: | Общая длительность:                                             | Общая длительность: | 49:19        |

## Позиции в чартах и продажи
| Страна         | В чартах       | В чартах | Продажи      | Продажи   |
|                | Высшая позиция | Недели   | Сертификация | Продажи   |
| -------------- | -------------- | -------- | ------------ | --------- |
| Великобритания | 3              | 44       | Платиновый   | 1.000.000 |
| Австрия        | 13             | 6        | Золотой      | 100.000   |
| Германия       | 15             |          | Золотой      | 300.000   |
| Нидерланды     | 17             |          |              | 100.000   |
| Италия         | 22             |          |              | 100.000   |
| Швейцария      | 26             |          | Платиновый   | 100.000   |
| Япония         | 49             |          |              | 100.000   |
| Швеция         | 50             |          |              |           |
| Аргентина      |                |          | Золотой      | 40.000    |
| США            | –              |          | –            | 500.000   |